# 黃筱雯
黃筱雯（Huang Hsiao-Wen，1997年8月31日—）是台灣女子拳擊運動員，目前就讀於輔仁大學。2021年，她首次參加夏季奧林匹克運動會，並且獲得了2020東京奧運拳擊女子51公斤級的銅牌，也是臺灣史上首面奧運拳擊獎牌。

## 生平
黃筱雯父母在她一歲時離婚，從小由阿公扶養長大，國中時選擇就讀台北市蘭州國中體育班，在啟蒙教練劉宗泰教練勸說之下開始加入拳擊領域，並且在國中時期獲得多場賽事冠軍。 高中就讀臺北市育成高中，在高一首場賽事就落敗深受打擊，後在教練鼓勵之下持續拳擊的道路，於2013年選上青少女國手，並且再2014年南京青年奧運取得第六名的佳績，後續亦於2015年世界青年女子錦標賽、2016年世界大學運動會、2017年亞洲女子拳擊錦標賽獲得佳績。目前就讀輔仁大學，並代表輔大參加全大運獲得金牌，並於拳擊項目完成6連霸。
2018年亞洲運動會獲得雛量級銅牌，是台灣睽違48年來於亞洲運動會奪得拳擊項目獎牌。2019年世界女子拳擊錦標賽奪下雛量級金牌。
2021年，在2020年夏季奧林匹克運動會拳擊比賽的51公斤量級八強賽中，面對來自塞爾維亞的好手拉多瓦諾維奇再次展現自己身高上的優勢，以5-0擊敗對方，晉級四強賽，最終不敵土耳其選手布塞·纳兹·恰克尔奥卢獲得銅牌。
2023年，再奪2023年世界女子拳擊錦標賽雛量級金牌。
2024年，參加在英國舉辦的世界拳擊總會年終賽女子54公斤級賽事，以四比一擊敗蒙古選手埃蘇格，最終獲得金牌。

## 國際賽經歷
2020年，參加東京奧運亞大區資格賽取得女子51公斤級東京奧運中華台北代表權。
2021年，參加2020年東京奧運拳擊女子蠅量級 (51公斤級)項目，獲得銅牌。
2024年，參加2024年巴黎奧運女子54公斤級16強賽事，對上大會頭號種子保加利亞的佩特卓娃（Stanimira Petrova）。第3回合倒數15秒被對手踩到腳，重心不穩跌倒，遭主審以為是有效攻擊，最終以1比4吞敗，無緣晉級。

## 外部連結
- 黃筱雯的Facebook專頁
- 黃筱雯的Instagram帳戶
- 黃筱雯在BoxRec的資料